# Andamáni galamb
Az andamáni galamb (Columba palumboides) a madarak osztályának galambalakúak (Columbiformes) rendjéhez és a galambfélék (Columbidae) családjához tartozó faj.

## Rendszerezése
A fajt Allan Octavian Hume skót ornitológus írta le 1873-ban, a Carpophaga nembe Carpophaga palumboides néven.

## Előfordulása
Közigazgatásilag Indiához tartozó Andamán- és Nikobár-szigetek területén honos. Természetes élőhelyei a szubtrópusi vagy trópusi síkvidéki esőerdők. Állandó, nem vonuló faj.

## Megjelenése
Testhossza 41 centiméter, testtömege 500–520 gramm.

## Életmódja
Gyümölcsökkel táplálkozik, főleg fügét és a bogyós gyümölcsöket fogyaszt.

## Természetvédelmi helyzete
Az elterjedési területe kicsi és a fakitermelés miatt még csökken is, egyedszáma 2500-9999 példány közötti és a vadászata miatt még szintén csökken. A Természetvédelmi Világszövetség Vörös listáján mérsékelten fenyegetett fajként szerepel.